# Collegio elettorale di Firenze - Scandicci
Il collegio di Firenze - Scandicci fu un collegio elettorale uninominale della Repubblica Italiana per l'elezione del Senato della Repubblica. Apparteneva alla Circoscrizione Toscana e fu utilizzato per eleggere un senatore nella XII, XIII e XIV legislatura.
Venne istituito nel 1993 con la cosiddetta Legge Mattarella (Legge n. 276, Norme per l'elezione del Senato della Repubblica), attuata in seguito al referendum abrogativo del 1993. La legge istituì per la Camera dei deputati e per il Senato della Repubblica un sistema di elezione misto, in parte maggioritario e in parte proporzionale. Il 75% dei parlamentari dell'assemblea veniva eletto in collegi uninominali tramite sistema maggioritario a turno unico; il restante 25% al Senato veniva eletto tramite recupero proporzionale dei più votati non eletti attraverso un meccanismo di calcolo denominato "scorporo", cioè sottraendo dal conteggio dei voti totali di una lista nella parte proporzionale i voti ottenuti dai candidati collegati alla medesima lista che erano eletti nei collegi uninominali con il sistema maggioritario.
Il collegio venne abolito insieme a tutti gli altri che costituivano il Senato con la promulgazione della legge elettorale successiva, la cosiddetta Legge Calderoli. Questa prevedeva un sistema proporzionale con premio di maggioranza, che al Senato veniva attribuito a livello regionale.

## Territorio
Il collegio di Firenze - Scandicci era uno dei 14 collegi uninominali in cui era suddivisa la Toscana e, come previsto dal D.Lgs. del 20 dicembre 1993 n. 535, comprendeva parte del comune di Firenze, oltre a Impruneta, Lastra a Signa, Scandicci e Signa; era quindi interamente compreso nella provincia di Firenze.

## Eletti
| Elezione | Elezione | Senatore       | Partito            |
| -------- | -------- | -------------- | ------------------ |
|          | 1994     | Graziano Cioni | Progressisti (PDS) |
|          | 1996     | Graziano Cioni | L'Ulivo (PDS)      |
|          | 2001     | Lamberto Dini  | L'Ulivo (RI)       |

## Dati elettorali

### XII legislatura
|                               | Graziano Cioni ✔️ Eletto | Progressisti               | 81 503  | 54,23 |  |  |  |  |  |
|                               | Gian Carlo Oli           | Polo delle Libertà         | 23 454  | 15,60 |  |  |  |  |  |
|                               | Massimo Ersoch           | Patto per l'Italia         | 21 219  | 14,12 |  |  |  |  |  |
|                               | Fiammetta Valeri         | Alleanza Nazionale         | 15 546  | 10,34 |  |  |  |  |  |
|                               | Vanni Malagola           | Lista Pannella-Riformatori | 6 412   | 4,27  |  |  |  |  |  |
|                               | Anna Guiducci            | Lega Autonomista Toscana   | 2 164   | 1,44  |  |  |  |  |  |
| Totale                        | Totale                   | Totale                     | 150 298 | 100   |  |  |  |  |  |
|                               |                          |                            |         |       |  |  |  |  |  |
| Voti non validi               | Voti non validi          | Voti non validi            | 8 754   | 5,50  |  |  |  |  |  |
| Votanti                       | Votanti                  | Votanti                    | 159 052 | 91,08 |  |  |  |  |  |
| Elettori                      | Elettori                 | Elettori                   | 174 637 |       |  |  |  |  |  |
|                               |                          |                            |         |       |  |  |  |  |  |
| Data: 27-28 marzo 1994        |                          |                            |         |       |  |  |  |  |  |
| Fonte: Ministero dell'interno |                          |                            |         |       |  |  |  |  |  |

### XIII legislatura
|                               | Graziano Cioni ✔️ Eletto | L'Ulivo                    | 93 725  | 63,66 |  |  |  |  |  |
|                               | Massimo Ersoch           | Polo per le Libertà        | 42 167  | 28,64 |  |  |  |  |  |
|                               | Gabriella Mannelli       | Lega Nord                  | 2 624   | 1,78  |  |  |  |  |  |
|                               | Roberto Rogai            | Lista Pannella-Sgarbi      | 2 224   | 1,51  |  |  |  |  |  |
|                               | Franco Placidi           | Fiamma Tricolore           | 2 206   | 1,50  |  |  |  |  |  |
|                               | Laura Sturlese           | Partito Socialista         | 1 628   | 1,11  |  |  |  |  |  |
|                               | Anna Guiducci            | Movimento Toscana Autonoma | 1 410   | 0,96  |  |  |  |  |  |
|                               | Franco Provenzani        | Mani Pulite                | 1 238   | 0,84  |  |  |  |  |  |
| Totale                        | Totale                   | Totale                     | 147 222 | 100   |  |  |  |  |  |
|                               |                          |                            |         |       |  |  |  |  |  |
| Voti non validi               | Voti non validi          | Voti non validi            | 8 024   | 5,17  |  |  |  |  |  |
| Votanti                       | Votanti                  | Votanti                    | 155 246 | 88,29 |  |  |  |  |  |
| Elettori                      | Elettori                 | Elettori                   | 175 835 |       |  |  |  |  |  |
|                               |                          |                            |         |       |  |  |  |  |  |
| Data: 21 aprile 1996          |                          |                            |         |       |  |  |  |  |  |
| Fonte: Ministero dell'interno |                          |                            |         |       |  |  |  |  |  |

### XIV legislatura
|                               | Lamberto Dini ✔️ Eletto | L'Ulivo                              | 85 357  | 57,14 |  |  |  |  |  |
|                               | Luca Saldarelli         | Casa delle Libertà                   | 45 539  | 30,49 |  |  |  |  |  |
|                               | Anna Nocentini          | Partito della Rifondazione Comunista | 9 532   | 6,38  |  |  |  |  |  |
|                               | Alessandro Agostini     | Lista Di Pietro                      | 3 340   | 2,24  |  |  |  |  |  |
|                               | Romano Capanni          | Pannella-Bonino                      | 3 136   | 2,10  |  |  |  |  |  |
|                               | Felice Cecchi           | Democrazia Europea                   | 2 472   | 1,65  |  |  |  |  |  |
| Totale                        | Totale                  | Totale                               | 149 376 | 100   |  |  |  |  |  |
|                               |                         |                                      |         |       |  |  |  |  |  |
| Voti non validi               | Voti non validi         | Voti non validi                      | 4 914   | 3,18  |  |  |  |  |  |
| Votanti                       | Votanti                 | Votanti                              | 154 290 | 87,16 |  |  |  |  |  |
| Elettori                      | Elettori                | Elettori                             | 177 010 |       |  |  |  |  |  |
|                               |                         |                                      |         |       |  |  |  |  |  |
| Data: 13 maggio 2001          |                         |                                      |         |       |  |  |  |  |  |
| Fonte: Ministero dell'interno |                         |                                      |         |       |  |  |  |  |  |